# Seikphyu
Seikphyu är en kommun i Myanmar.   Den ligger i regionen Magwayregionen, i den centrala delen av landet, 220 km nordväst om huvudstaden Naypyidaw. Antalet invånare är 104 050.